# Raposa-vermelha-doméstica

A Raposa-vermelha-doméstica (Vulpes vulpes ou Vulpes vulpes domestica), também chamada de Raposa-prateada-doméstica ou apenas Raposa-doméstica é um canídeo semi-domesticado e uma versão doméstica da raposa-vermelha (Vulpes vulpes), elas são o resultado de um experimento desenvolvido para demonstrar o poder do melhoramento seletivo para transformar espécies, conforme descrito por Charles Darwin em Sobre a origem das espécies. O experimento explorou se a seleção por comportamento, em vez de morfologia, pode ter sido o processo que produziu cães a partir de lobos, registrando as mudanças nas raposas quando, em cada geração, apenas as mais mansas  foram autorizadas a procriar. Muitas das raposas descendentes tornaram-se mais mansas e mais parecidas com cães na morfologia. 
O programa foi iniciado em 1959 na União Soviética pelo zoólogo Dmitry Belyayev  e está em operação contínua desde então. Hoje, o experimento está sob a supervisão de Lyudmila Trut, na Rússia , no Instituto de Citologia e Genética em Novosibirsk.
Em 2020, uma revisão constatou que os resultados do "experimento das raposas da fazenda" haviam sido superestimados e que a população "selvagem" em que se baseava se originou de uma população em cativeiro do Canadá criada lá desde o século XIX.

## Comportamento
A raposa doméstica não tem um comportamento tão profundamente conhecido, mas é descrita como mais dócil e manejável que seus parentes selvagens. Sendo bastante similar aos cães em comportamento, submissos e bastante apegados aos seus donos. Mas ainda exibindo certa independência, e tendências solitárias. 
Em gerações mais antigas, a raposa pode apresentar mais similaridade com seus homólogos selvagens em comportamento: desconfiados e tímidos. Seus instintos de caça ainda podem potencialmente esboçar ainda manter-se, esboçando potencial capacidade de enxergar aves pequenas, ratos e demais animais de pequeno porte como presas.

## Experimentos

### Hipóteses iniciais
O experimento foi iniciado por cientistas interessados no tema da domesticação e no processo pelo qual os lobos(Canis lupus) se tornaram cães-domesticados(Canis lupus familiares). Eles viram alguma retenção de traços juvenis por raposas adultas, ambas morfológicas , como crânios que eram extraordinariamente largos para seu comprimento, e comportamentais , como gemidos, latidos e submissão.
Numa época em que o controle político centralizado nos campos da genética e da agricultura promoveu o lisenkoismo como uma doutrina oficial do estado, o compromisso de Belyayev com a genética clássica custou-lhe seu emprego como chefe do Departamento de Criação de Animais de Pêlo no Laboratório Central de Pesquisa de Peles Moscou em 1948.  Durante a década de 1950, ele continuou a realizar pesquisas genéticas sob o pretexto de estudar a fisiologia animal.
Belyayev acreditava que o principal fator selecionado para a domesticação de cães não era o tamanho ou a fertilidade, mas o comportamento: especificamente, a capacidade de amamentação.  Como o comportamento está enraizado na biologia , selecionar a intimidade e a agressão significa selecionar mudanças fisiológicas nos sistemas que governam os hormônios e neuroquímicos do corpo.

### Experimentos
Belyayev decidiu testar sua teoria domesticando raposas vermelhas ; em particular a raposa-prateada, uma mutação de cor escura da raposa vermelha. Ele colocou uma população deles sob forte pressão de seleção por intimidade inerente.  Segundo Trut:

"As raposas menos domesticadas, aquelas que fogem de experimentadores ou mordem quando acariciadas ou manuseadas, são atribuídas à Classe III. As raposas da Classe II deixam-se acariciar e manusear, mas não apresentam resposta emocionalmente amigável aos experimentadores. As raposas da classe I são amigáveis com os experimentadores, abanando as caudas e choramingando. Na sexta geração, criada por mansidão, tivemos que adicionar uma categoria com pontuação ainda maior. Os membros da Classe IE, a "elite domesticada", estão ansiosos para estabelecer contato humano, choramingando para atrair atenção e cheirando e lambendo experimentando. começam a exibir esse tipo de comportamento antes dos um mês de idade. Na décima geração, 18% dos filhotes de raposas eram de elite; no dia 20, o número havia atingido 35%. Hoje, as raposas de elite representam 70 a 80% da nossa população selecionada experimentalmente."
Belyayev e Trut acreditavam que a seleção por intimidade imita a seleção natural que deve ter ocorrido no passado ancestral dos cães e, mais do que qualquer outra qualidade, deve ter determinado o quão bem um animal se adaptaria à vida entre os seres humanos.

### Resultados
Os cientistas russos alcançaram uma população de raposas vermelhas domesticadas que são fundamentalmente diferentes em temperamento e comportamento em relação aos seus antepassados selvagens. Algumas mudanças importantes na fisiologia e morfologia tornaram-se visíveis, como pêlos malhados ou brancos.  Alguns cientistas acreditam que essas mudanças obtidas na seleção por afeto são causadas pela menor produção de adrenalina na nova população,  causando mudanças fisiológicas em relativamente poucas gerações, produzindo combinações genéticas não presentes na espécie original. Isso indica que a seleção por afeto(por exemplo, não fugiu) produz alterações relacionadas ao surgimento de outras características semelhantes a cães (por exemplo, cauda levantada,submissão). Essas mudanças aparentemente não relacionadas são resultado da pleiotropia.
O projeto também criou as raposas menos maleáveis para estudar o comportamento social em canídeos. Essas raposas evitavam o contato humano, assim como seus fenótipos comportamentais selvagens. 
Pesquisas semelhantes foram realizadas na Dinamarca com visons-americanos(Neovison vison).

## Status atual do projeto
Após o desaparecimento da União Soviética, o projeto teve sérios problemas financeiros. Em 2014, as autoridades declararam que o número de raposas nunca foi reduzido e ainda é estável em cerca de 2.000.  Em agosto de 2016, existem 270 fêmeas  e 70 machos ambos domésticos na fazenda. 
Em outro estudo publicado, foi descrito um sistema de medição do comportamento das raposas que deve ser útil no mapeamento de QTL para explorar a base genética do comportamento manso e agressivo nas raposas. 
A escultura "Dmitriy Belyaev e a raposa domesticada" foi construída perto do Instituto de Citologia e Genética (Novosibirsk), em homenagem ao centésimo aniversário do nascimento de Dmitry Konstantinovich Belyaev . A raposa domesticada dá uma pata ao cientista e abana o rabo. Konstantin Zinich, escultor (Krasnoyarsk), diz que "a filosofia de tocar uma raposa e um homem é reaproximação, bondade, não há agressão por parte da raposa - era selvagem e ele a tornou geneticamente domesticada".

## Morfologia
As raposas vermelhas domesticadas exibem uma variedade de mutações na cor da pelagem  incluindo vermelho,malhado, prata (preto), platina e tricolor sendo a última uma cor exclusiva do projeto de criação russo.

## Tentativas antigas
Arqueólogos descobriram evidências de criação de raposas-vermelhas(Vulpes vulpes) no final da Idade do Ferro, em Orkney , na costa norte da Escócia. Após o ataque dos vikings na Escócia por volta de 800 dC, diz-se que a criação parou. 